# گراهام فیلیپس (روزنامه نگار)
گراهام ویلیام فیلیپس روزنامه‌نگار مستقل بریتانیایی، مستندساز و یوتیوب‌بر سابق است. او قبلاً به عنوان نوازنده برای شبکه‌های تلویزیونی دولتی روسیه RT (2013-2014) و Zvezda (2014-2015) و از اوایل سال ۲۰۱۵ به بعد برای کانال یوتیوب خود کار می‌کرد تا اینکه کانال او در ژوئیه ۲۰۲۳ حذف شد پس از حذف کانال یوتیوب خود، فیلیپس به پلتفرم ویدیویی رامبل منتقل شد.
از مارس ۲۰۲۲، فیلیپس تهاجم روسیه به اوکراین را در ابتدا از منطقه چرنیهیو اوکراین، سپس از ماریوپل، سپس از دونتسک و سپس به جمهوری خودخوانده خلق لوهانسک (LPR/LNR) پوشش داده‌است.
محل تولد فیلیپس به عنوان ناتینگهام در انگلستان یا داندی در اسکاتلند ذکر شده‌است. او در دبیرستان پرث تحصیل کرد، و بعداً در اوایل دهه ۲۰۰۰ از دانشگاه داندی با مدرک دوگانه در فلسفه و تاریخ فارغ‌التحصیل شد. فیلیپس در دوران دانشجویی خود شروع به کار روزنامه‌نگاری آزاد کرده بود و مقاله‌هایی را به اسکاتلندی فکس می‌کرد. او همچنین در این زمان در استندآپ کمدی تلاش کرد و در کنار مایلز ژوپ و فرانکی بویل اجرا کند. فیلیپس زمانی که در دانشگاه بود، کمپین ناموفقی را رهبری کرد تا دیوید هاسلهوف، به عنوان رئیس دانشگاه انتخاب شود.